# Constantin Bălan
Constantin Bălan (n. 8 mai 1928, București) a fost istoric român și editor de izvoare istorice.

## Viața și activitatea
Urmează studiile secundare și primare la București și ulterior va îmbrățișa cariera de cercetător principal științific la Institutul de istorie "N. Iorga''. Pasionat de istoria medievală, se remarcă mai ales ca editor de izvoare epigrafice, întreaga sa activitate de paleograf fiind caracterizată de minuțiozitate. Mai mult, a fost chiar membru al colectivului de editare al inscripțiilor epigrafice de pe teritoriul românesc.

## Opera
- Inscripțiile medievale ale României. Orașul București, vol I (1395-1800), București, 1965.
- Mănăstirea Dealu, București, 1965.
- Documente inedite slavo-române din Țara Românească din veacurile al XVI-lea și al XVII-lea, în Romanoslavica, XI, 1965.